# Saturn L-Series
La Saturn L-Series est une gamme d'automobiles vendues par Saturn.

## Description
Ces berlines et breaks de taille intermédiaire furent introduits en 2000. Ils étaient basés sur l'Opel Vectra B et fabriqués à l'usine GM de Wilmington, dans le Delaware. Les L-Series étaient disponibles avec des 4 cylindres en ligne et des V6 avec une boîte manuelle 5 vitesses ou une automatique 4 vitesses. 
Les faibles ventes de cette gamme poussèrent GM à interrompre la production en 2004. La première L-Series fut construite en mai 1999, et la dernière sortit des chaînes le 17 juin 2004, après donc une courte période de modèles 2005. Environ 406 300 voitures furent construites durant cette période. L'usine fut modifiée afin d'accueillir la production des roadsters Pontiac Solstice et Saturn Sky.
La remplaçante de la L-Series, la Saturn Aura, arriva en août 2006 pour l'année-modèle 2007. L'Aura était construite sur la plateforme Epsilon, partagée avec la Pontiac G6 et la Chevrolet Malibu.

## Histoire du modèle

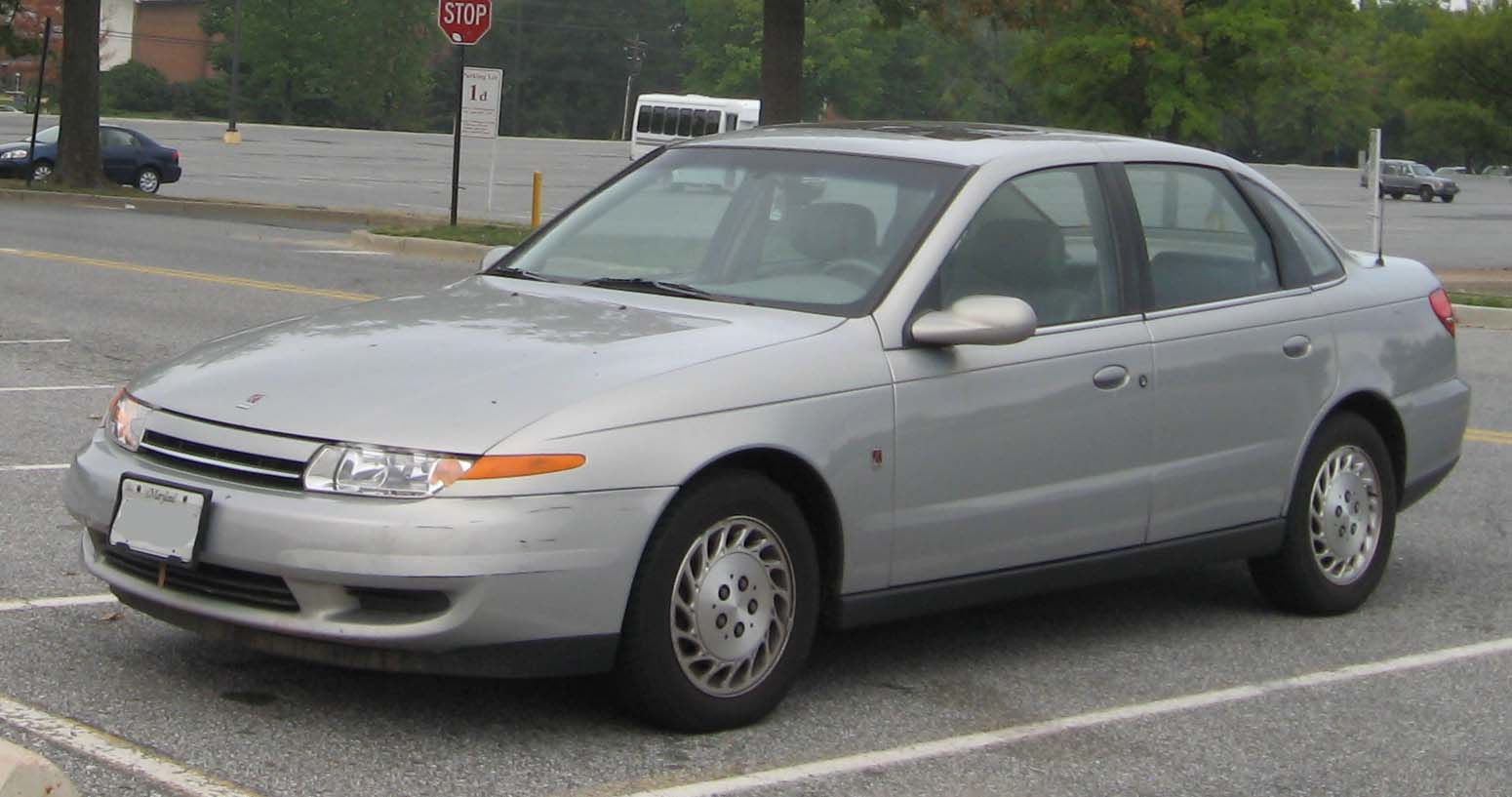
Saturn L-Series (2000-2002)

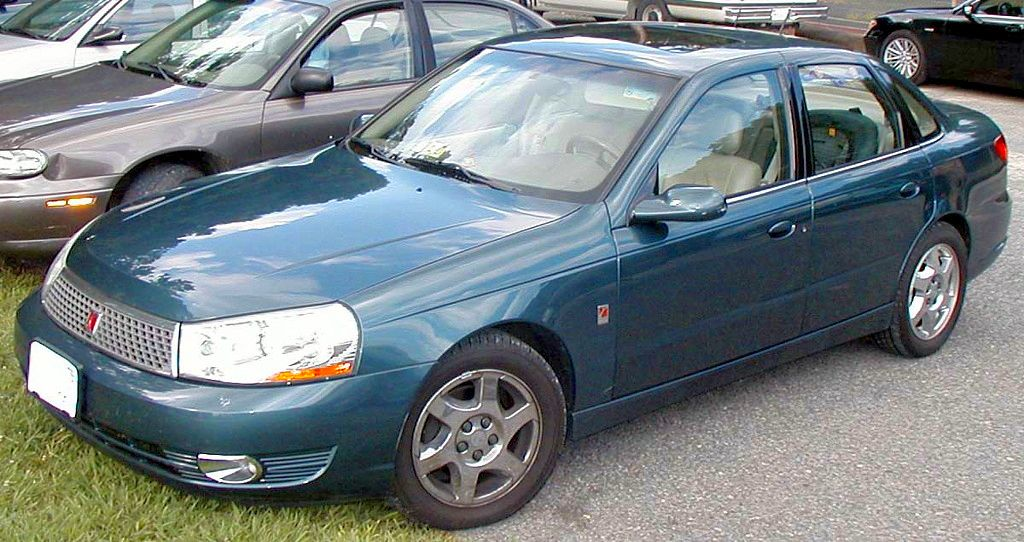
Saturn L-Series (2003-2005)

- 2000 : La L-Series se composait de 5 modèles : les LS et LS1/LW1 à quatre cylindres et les LS2/LW2 V6. La berline LS d'entrée de gamme, qui n'avait pas de déclinaison break, était équipée d'une boîte manuelle 5 vitesses, de vitres manuelles et de serrures, de la climatisation et d'un autoradio AM/FM. La LS1/LW1 ajoutait des vitres et des rétroviseurs électriques, ainsi qu'une ouverture mains libres et d'autres équipements de confort. La LS2/LW2 ajoutait quelques agréments comme des antibrouillards, ainsi que le puissant V6 et la transmission automatique. Les freins à antiblocage étaient en option tout comme le contrôle de traction.
- 2001 : La L-Series recevait de nouveaux noms pour ses finitions : la LS devenait L100, la LS1 devenait L200, la LS2 devenait L300, le break LW1 devenait LW200 et le LW2 devenait LW300. Tous les modèles recevaient un réservoir agrandi (59L) et une ceinture de sécurité trois-points pour la place centrale arrière. Plus tard dans l'année-modèle, des airbags-rideaux apparurent en option.
- 2002 : Les freins antiblocage devenaient standard, tout comme les airbags rideaux. De nouvelles jantes alliage à 6 branches étaient disponibles, ainsi que la climatisation automatique et un système de DVD à l'arrière. La L100 fut interrompue à la fin de l'année-modèle.
- 2003 : Les berlines étaient restylées à l'avant comme à l'arrière ; les breaks recevaient eux la nouvelle face avant avec de nouveaux feux arrière. Les boiseries étaient remplacées par des plaquages façon aluminium, et de nouvelles selleries ainsi que de nouvelles jantes, qui ressemblaient beaucoup à celles des Saab, étaient disponibles. Les freins antiblocage et le contrôle de traction redevenaient optionnels.
- 2004 : Les freins antiblocage et le contrôle de traction étaient de retour, par contre la climatisation automatique était supprimée, laissant tous les modèles avec une climatisation manuelle, tout comme la boîte manuelle, remplacée sur l'ensemble de la gamme par l'automatique à 4 rapports. L'ensemble de la gamme était désormais appelé L300, les noms L200 et LW200 ayant été supprimés. Les L300 possédaient des jantes en alliage chromées et un siège conducteur électrique. Si l'équipement semblait insuffisant, on pouvait ajouter le Premium Choice Package, qui donnait le choix entre le système DVD arrière ou le toit-ouvrant électrique, sans supplément de prix (le toit panoramique était seulement disponible sur les berlines).
- 2005 : Les breaks étaient arrêtés cette année-là, ne subsistant désormais qu'un seul modèle, la L300 berline. La seule option disponible était un toit-ouvrant panoramique, toutes les autres ayant été supprimées afin de réduire les coûts de production. La dernière L300 sortit des chaînes de Wilmington le 17 juin 2004.

## Problèmes de qualité
La Saturn L-Series fut prématurément sujette à des problèmes de qualité, comme des moteurs ou des transmissions cassées, ou bien des soucis de finition et de carrosserie. Les consommateurs rapportaient aussi des bruits désagréables de pneus et des vibrations, dus à des bras de suspension mal dessinés, et une géométrie arrière non réglable. Un kit de dépannage fut envoyé afin de réparer ces erreurs.
En 2005, un rappel fut effectué du fait d'une pétition envoyée par une association de consommateurs de Caroline du Nord, se plaignant de problèmes de feux arrière et de feux stop. Le rappel en résultant toucha près de 300 000 véhicules à travers les États-Unis et le Canada. Plus tard dans l'année, la même association demanda une enquête sur des ruptures de chaîne de transmission entraînant une casse du moteur sur les véhicules utilisant le 2,2L. Ce rappel-là affecta beaucoup moins de véhicules, seuls ceux construits entre fin 2000 et début 2001 étaient visés. 
L'association rapporta que malgré ce rappel les problèmes avaient continué et que les requêtes des consommateurs sur le sujet avaient été largement ignorées. Elle décida dès lors de recommander de ne pas acheter ce véhicule, une première en quarante ans d'histoire.

## Source de la traduction
- (en) Cet article est partiellement ou en totalité issu de l’article de Wikipédia en anglais intitulé « Saturn L-Series » (voir la liste des auteurs).